# Hans Damen
Hans Damen (Eindhoven, 1960) is een Nederlands generaal buiten dienst van de Landmacht. Hij werd op 27 maart 2014 bevorderd  tot brigadegeneraal.
De laatste militaire functie van Hans Damen was leider van de Taskfoce Logistiek van het Ministerie van Defensie (Nederland). Op 1 juni 2019 ging hij met functioneel leeftijdsontslag.
Damen is in 1979 opgekomen als cadet bij het dienstvak van de Militaire Administratie op de Koninklijke Militaire Academie. Vanaf 1985 vervulde hij financiële - en opleidingsfuncties bij het Commando Landstrijdkrachten en het Ministerie van Defensie. In 1993 en 1994 doorliep hij de Hogere Militaire Vorming, waarna o.a. functies volgden als secretaris van de Bevelhebber der Landstrijdkrachten en Hoofd sectie G4 van de Eerste Divisie 7 December.
Na uitzendingen naar Albanië en Kosovo volgden plaatsingen bij Landmacht- en Defensiestaf en werkte Damen als Nederlands militair diplomaat bij de NAVO. Hij was commandant van het Opleidings- en Trainingscentrum Logistiek, plaatsvervangend commandant van het Operationeel Ondersteuningscommando Land en commandant van het Materieellogistiek Commando Land. Tussen 1 april 2014 en 1 mei 2018 was Hans Damen Directeur Materieel en Diensten van het Commando Landstrijdkrachten. Voor zijn functioneel leeftijdsontslag in 2019 vervulde Damen de functie van Sous Chef Logistiek bij de Defensiestaf. 
In 2013 werd Brigadegeneraal Damen is in een verkiezing van het blad Public Mission gekozen tot Beste Ambtenaar van Nederland. Hij was korpsoudste van het dienstvak van de Militaire Administratie. Hij is pionier in het gebruik van social media bij het Ministerie van Defensie en verscheen in 2015 in de lijst van 10 best twitterende ambtenaren. Hij is actief lid van het netwerk Ambtenaar 2.0 en bestuurslid van de Vereniging voor Overheidsmanagement. In 2018 werd hij door Jong Logistiek Nederland verkozen tot Logistiek Guru 2018.